# Frank Perry
Frank Joseph Perry Jr. (21 tháng 8 năm 1930 - 29 tháng 8 năm 1995) là một đạo diễn và nhà làm phim người Mỹ. Bộ phim độc lập năm 1962 của ông David và Lisa đã mang lại cho ông một đề cử giải Oscar cho Đạo diễn xuất sắc nhất và Kịch bản gốc hay nhất (được viết bởi người vợ sau đó của ông, Eleanor Perry). Cặp đôi này đã hợp tác trong năm bộ phim khác bao gồm bộ phim kinh điển đình đám The Swimmer với sự tham gia của Burt Lancaster, Diary of a Mad Housewife do Carrie Snodgress đóng vai chính, và giải thưởng Emmy Awardnominated A Christmas Memory, dựa trên một câu chuyện ngắn của Truman Capote và cũng được chuyển thể bởi vợ Eleanor. Perry tiếp tục thành lập Corsair Pictures, được United Artists theater tài trợ riêng, sản xuất hai bộ phim, Miss Firecracker và A Shock to the System, trước khi gấp lại. Những bộ phim sau này của ông bao gồm Giải thưởng Razzie Awardnominee Joan Crawford bộ phim tiểu sử Mommie Dearest và phim tài liệu On the Bridge, về cuộc chiến của ông với căn bệnh ung thư tuyến tiền liệt.
Ông chính là chú ruột của nữ ca sĩ người Mỹ Katy Perry.

## Qua đời
Perry chết vì ung thư tuyến tiền liệt vào ngày 29 tháng 8 năm 1995, tám ngày sau sinh nhật lần thứ 65 của ông, tại Trung tâm Ung thư Tưởng niệm Sloan Kettering ở Manhattan. Bộ phim cuối cùng của ông, On the Bridge (1992), là một bộ phim tài liệu tự truyện về căn bệnh của ông. Tro cốt của ông nằm rải rác trên núi Aspen, Colorado, nơi anh ông ba năm cuối đời.
Tác giả Justin Bozung, người đã nghiên cứu về cuộc đời của Perry từ năm 2013, hiện đang viết một cuốn tiểu sử chính thức có tựa đề Character Is Story: The Life & Film of Frank Perry. Cuốn sách dự kiến được phát hành vào năm 2021.